# موری شوارتز
موریس "موری" شوارتز (به انگلیسی: Morris "Morrie" Schwartz) یک نویسنده آمریکایی و استاد جامعه‌شناسی در دانشگاه برندایس بود. وی به بیماری ALS مبتلا شد.
زندگی و تفکرات وی موضوع کتاب پرفروش سه شنبه‌ها با موری بود که توسط میچ آلبوم، دانشجوی سابق شوارتز نوشته شده‌است.
همچنین شخصیت وی در فیلم تلویزیونی سه‌شنبه‌ها با موری محصول سال ۱۹۹۹ توسط جک لمون به تصویر کشیده شد.

## زندگی شخصی
موری شوارتز فرزند چارلی شوارتز، مهاجر روسی و یهودی بود که برای فرار از ارتش روسیه مهاجرت کرد.
مادرش هنگام هشت سالگی اش درگذشت و برادرش دیوید در سنین جوانی به بیماری فلج اطفال مبتلا شد. سرانجام پدر وی با زنی رومانیایی به نام اوا اشنایدرمن ازدواج کرد.
بعدها، پدرش، دچار حمله قلبی شد و درگذشت و موری تنها ماند.
شوارتز از خانواده ای یهودی نشأت گرفته‌است، اما در بزرگسالی اعتقادات متعددی از انواع مختلف ادیان را پذیرفت.
وی با همسرش شارلوت زندگی می‌کرد و دو فرزند به نام‌های راب و جان داشت؛ و در اواخر آخر عمر خود به اسکلروز جانبی آمیوتروفیک مبتلا شد و پس از چندماه درگذشت.

## سه شنبه‌ها با موری
پس از انتشار کتاب سه شنبه‌ها با موریدر کتاب خاطرات پرفروش میچ آلبوم در ۱۹۹۷، موری شوارتز بعد از مرگ به یک شخصیت برجسته جهانی تبدیل شد.
میچ آلبوم دانشجوی شوارتز در دانشگاه برندایس بود و ۱۶ سال پس از فارغ‌التحصیلی، شوارتز را در برنامه تلویزیونی راه شب دید و چند سفر را برای دیدار با استاد سابق خود، در هفته‌های آخر زندگی شوارتز انجام داد.
این کتاب چهارده ملاقات آلبوم و شوارتز در سه شنبه‌ها، گفتگوهای آنها، سخنرانی‌های شوارتز و تجربیات زندگی وی را بازگو می‌کند.

## آثار
- با آلفرد اچ استنتون: بیمارستان روانی: مطالعه مشارکت نهادی در بیماری و روان درمانی روانپزشکی. کتابهای اساسی ۱۹۵۰، شابک ‎۹۷۸-۱-۵۹۱۴۷-۶۱۷-۷ (چاپ ۲۰۰۹)
- با شارلوت گرین شوارتز: رویکردهای اجتماعی به مراقبت از بیماران روانی. انتشارات دانشگاه کلمبیا ۱۹۶۴
- با امی لنینگ شاکلی: پرستار و بیمار روانی: یک مطالعه در روابط بین فردی. ویلی ۱۹۶۶، شابک ‎۹۷۸-۰-۴۷۱-۷۶۶۱۰-۰
- رها شدن: تأملات موری در زندگی در هنگام مرگ. واکر و شرکت ۱۹۹۶، شابک ‎۹۷۸-۰-۸۰۲۷-۱۳۱۵-۵
- موری: طبق گفته‌های خودش . انتشارات دلتا ۱۹۹۷، شابک ‎۰۳۸۵۳۱۸۷۹۰

## صفحه‌های مرتبط
- سه شنبه‌ها با موری (کتاب)
- سه‌شنبه‌ها با موری (فیلم تلویزیونی)